# Asociación de Propietarios de Tierra Kitengela Ilparakuo
La Asociación de Propietarios de Tierra Kitengela Ilparakuo (Kitengela Ilparakuo Land Owners Association, KILA ) representa a la comunidad masái de la llanura de Kitengela y actúa como plataforma de discusión con otros interesados en todo lo relacionado con la vida salvaje de esta región.
Junto con la organización Mujeres Masái para la Educación y el Desarrollo Económico y la Organización para el Desarrollo Integrado Pastoril Mainyoito entró a formar parte de la Organización de Naciones y Pueblos No Representados el 19 de diciembre de 2004.

## Historia de los masais
Los masáis son originarios del norte de África, del valle del Nilo a su paso por Sudán, al noroeste del lago Turkana. Emigraron hacia el sur entre los siglos XIV y XVI, y llegaron a sus actuales territorios en Kenia y Tanzania entre los siglos XVII y XVIII. A mediados del siglo XIX ocupaban casi por entero el valle del Rift. A partir de 1830, una serie de guerras internas entre clanes rivales por el ganado y las tierras de pastoreo desintegraron la unidad de los masais.
La colonización europea llegó a territorio masái en 1889. Después de una larga guerra con los británicos, estos se aprovecharon de su ignorancia para hacerles firmar documentos en los que se confiscaban las tierras de los masais a favor de los colonos ingleses, que aun hoy continúan siendo propietarios de aquellas tierras. Tras la descolonización, la situación no mejoró. El primer presidente de Kenia, Jomo Kenyatta, redistribuyó las tierras a favor de su propia tribu, los kikuyu. 
La creación de la Reserva de Caza de Mara, que se convertiría enseguida en Reserva Nacional, prohibió la entrada de los masáis en sus tradicionales tierras de pastoreo, creando un grave problema social. Aun hoy los masáis se resisten a abandonar sus prácticas nómadas, se resisten a abandonar sus tierras y no son raros los enfrentamientos con los granjeros blancos.